# Білоруський театр

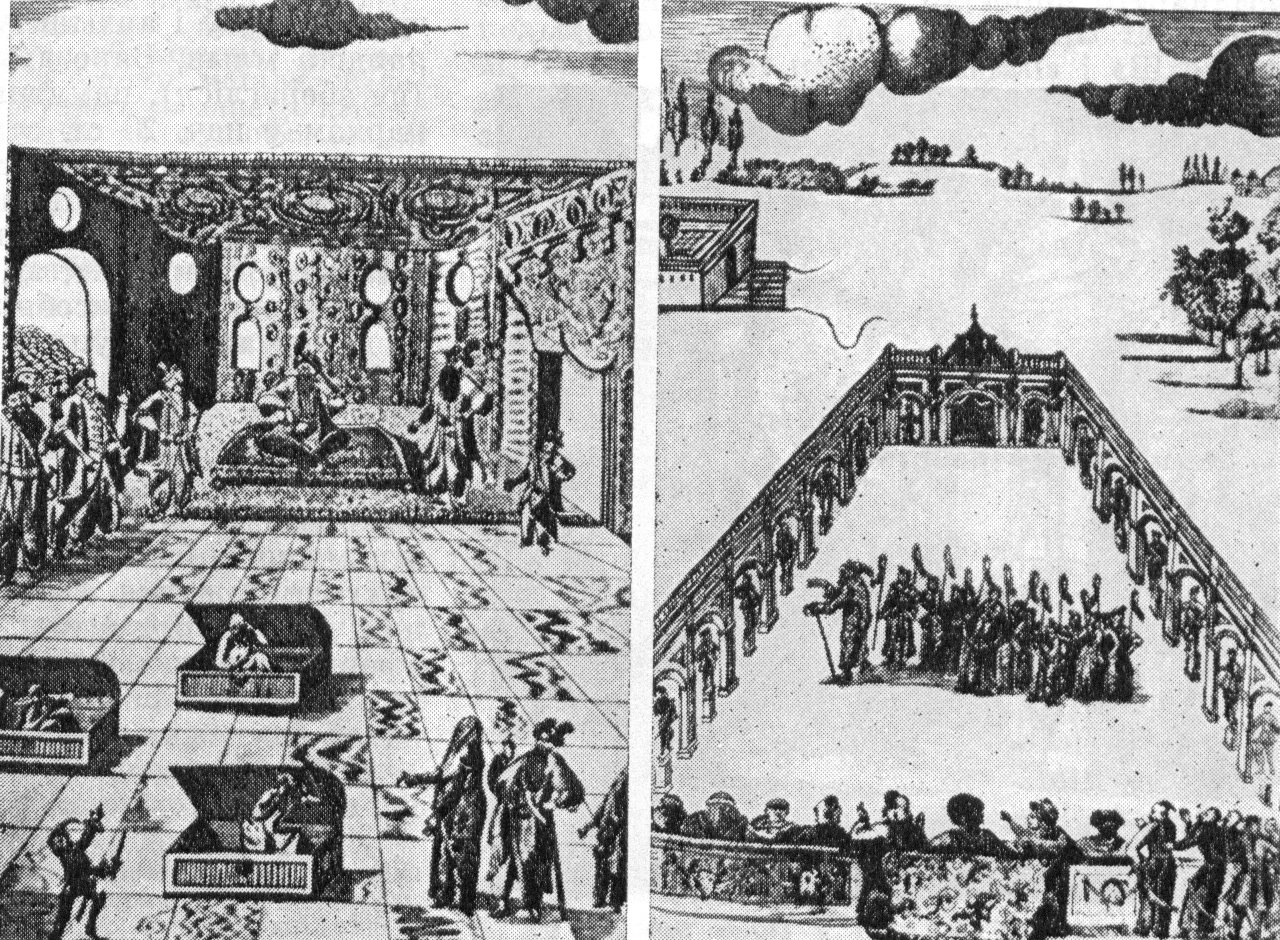
Декорація для вистав у театрі Несвізького Радзівіла

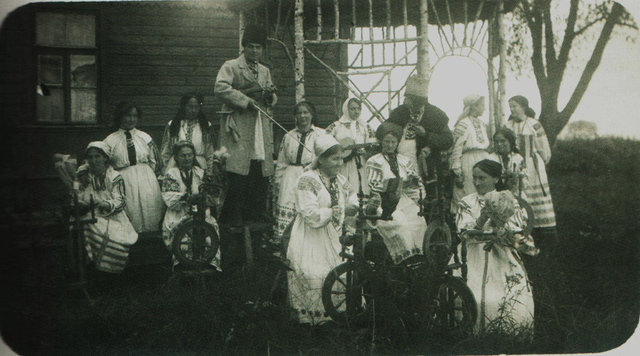
Кобринська театральна трупа в 1917 році

Білоруський театр — це сукупність усіх проявів театрального мистецтва на території сучасної та історичної Білорусі, а також із використанням білоруської мови під час презентації.

## Історія
Історія театру в Білорусі сягає багатьох століть. Витоки білоруського театрального мистецтва — у древніх народних святах, обрядах, ритуальних діях, хороводах, іграх. Першими професійними білоруськими акторами були буфани які виступали у всіх видах фольклорного театру. У 16 столітті з'явився ляльковий театр — вертеп. 3 17 століття — популярна драма, яка синтезувала всі форми народного театру і розширювалася в наступні століття. Унікальним явищем був «кріпацький театр», який складався з особистої залежності від феодальних селян.
У першій половині XVIII століття приватні міські та садибні театри розпочали свою діяльність, частина з яких (Несвізький театр Радзівілла, Шкловський театр Зорича, театри в Слуцьку, Слонімі, Могильові та ін.) досягла професійного рівня. У середині 19 століття були зроблені спроби створити білоруську професійну драматургію та національний театр (постановка п'єси «Селянин» 1852 р., яка синтезувала драматичне, вокальне та танцювальне мистецтво). На початку 20 ст. широко розповсюджувалися білоруські вечірки, які сприяли появі першого в Білорусі професійного театру — першої білоруської трупи І. Буйницького. Перше білоруське товариство драми та комедії, створене в 1917 році, зробило вагомий внесок у розвиток театру, а в 1920 р. — Білоруського державного театру (нині Купалівського національного академічного театру). Ідентичність визначала мандрівна творча група, яку створив у 1920 році В. Голубок. У 1920-х роках білоруський театр розвивався в руслі політики білорусизації. У 1933 році створений Державний театр опери та балету Білорусі.
У 1930-х роках багато театралів зазнавали репресій, переслідувань, а в 1937 році третій Білоруський театр був розформований. Одночасно в обласних центрах з'явилися нові групи, а також колгоспи. У довоєнний період найуспішнішими постановками були п'єси про історичне минуле («Батьківщина» К. Чорного, «В пущах Полісся» Я. Коласа та ін.) на теми фольклору («Нестерка» В. Вольського), постановки класичної драматургії («Паулінка» Я. Купали, «Божевілля» А. Островського, «Скупий» Мольєра та ін.). Справжньою подією стала постановка сатиричної комедії К. Кропиви «Хто сміється останнім».
Після війни пошуки стилів розширилися, оновилась і збагатилася образна палітра вистав. У 1960-1990-х рр. драматургія А. Макайонка, В. Короткевича, М. Матуковського, А. Петрашкевича, О. Дударава та інших сприятливо вплинула на театральне мистецтво. Плідно працювали працівники старшого покоління (Г. Макарова, С. Станюта, З. Стома та ін.), а нове покоління талановитих акторів (Г. Овсянніков, Г. Гарбук, М. Захаревич, Л. Давидович тощо) та режисери (І. Раєвський, Б. Луценко, В. Мазинський, М. Пінігін). Наприкінці 20 ст. розширили свої мистецькі пошуки, творчі експерименти, передовий авангард, постмодерні тенденції в театральному мистецтві.

## Вивчення
У жовтні 1924 р. Білоруський драматург Францишек Алехнович випустив монографію «Білоруський театр», видану Вільнюським видавництвом Білоруського Громадського зібрання.
У монографії автор послідовно аналізує фольклорні витоки білоруського театрального мистецтва, осмислює здобутки шкільної драми з її інтермедіями та вертепами. Велике місце відведено аналізу творів Вінцента Дуніна-Марцінкевича, Артьома Верега-Даревського, Ієроніма Марцінкевича, Ігнатія Буйницького, Янки Купали.
Засновником Білоруської школи театральних студій є Володимир Іванович Нефед, завідувач театрального відділу Інституту мистецтвознавства, етнографії та фольклору ім. Кропиви. В. І. Нефед прагнув всебічно і всебічно вивчити проблеми історії, теорії та практики білоруського театрального мистецтва. Співробітники театрального відділу виконували заплановану роботу в найширших напрямках. Теми сучасної драматургії, режисури, театру та акторської майстерності не оминули уваги.
Окреме місце серед наукових робіт В. І. Нефеда і відділу театру займає тритомна «Історія білоруського театру» (видана в 1980 році), подібного фундаментального видання не має жодна з країн колишнього СРСР, крім Росії.